# Жамбыл (Кордайский район)
Жамбыл  (каз. Жамбыл) — село в Кордайском районе Жамбылской области Казахстана. Административный центр Жамбылского сельского округа. Находится вблизи границы с Кыргызстаном, примерно в 12 км к северо-западу от села Кордай, административного центра района. Код КАТО — 314836100.

## Население
В 1999 году численность населения села составляла 1814 человек (866 мужчин и 948 женщин). По данным переписи 2009 года, в селе проживало 3313 человек (1645 мужчин и 1668 женщин).